# Bradystichus calligaster
Bradystichus calligaster är en spindelart som beskrevs av Simon 1884. Bradystichus calligaster ingår i släktet Bradystichus och familjen vårdnätsspindlar.
Artens utbredningsområde är Nya Kaledonien. Inga underarter finns listade.